# Sanjuro
Pour plus de détails, voir Fiche technique et Distribution.
Sanjuro (椿三十郎, Tsubaki Sanjūrō) est un film japonais réalisé par Akira Kurosawa, sorti en 1962. Faisant suite au film Le Garde du corps (1961), il reprend le personnage principal interprété par Toshirō Mifune, tout en adoptant un ton plus léger et humoristique que son prédécesseur.
Il met en scène Sanjuro, un rōnin (samouraï sans maître) rusé et bourru, qui aide un groupe de jeunes samouraïs idéalistes à déjouer un complot politique dans leur clan. Le film se déroule dans le Japon de la fin de l'ère Edo, et mêle les codes du jidai-geki (film d'époque) à une critique sociale subtile et à un humour décalé.
Sanjuro se distingue par son exploration des thèmes de l'apparence contre la réalité, de la sagesse face à l'idéalisme naïf, et de la violence comme dernier recours. Kurosawa utilise le personnage de Sanjuro pour remettre en question les stéréotypes du héros samouraï, présentant un protagoniste débraillé et cynique qui privilégie l'intelligence à la force brute.
Bien que conçu comme une suite plus légère au Garde du corps, le film est souvent considéré comme une œuvre à part entière, capable de se tenir seule grâce à son équilibre unique entre action, humour et commentaire social. Il est particulièrement célèbre pour son duel final, considéré comme l'une des scènes de combat les plus mémorables du cinéma japonais.

## Synopsis
Neuf jeunes samouraïs décident de s'attaquer à la corruption dans leur clan. Leur candeur et leur naïveté interpellent un samouraï vagabond, expérimenté mais d'une nature terre-à-terre et cynique. Celui-ci va leur éviter une mort certaine en leur offrant son aide.
Leur but est de libérer le chambellan du clan, capturé par leur faute. Pour commencer, le petit groupe délivre la femme et la fille du chambellan, retenues prisonnières dans leur maison. Lorsque la femme du chambellan demande son nom au samouraï errant, celui-ci regarde autour de lui et, apercevant des camélias, répond « Tsubaki Sanjuro », ce qui signifie littéralement camélia et trentenaire ; un pseudonyme qui provoque l'hilarité dans le groupe.
Après diverses péripéties, Sanjuro — qui a sympathisé avec Hanbei, un homme de main des vassaux corrompus — décide de s'introduire au sein du camp adverse pour découvrir où le chambellan a été emprisonné. Mais la fougue de ses jeunes compagnons va l'obliger à improviser.

## Fiche technique
- Titre : Sanjuro
- Titre original : 椿三十郎 (Tsubaki Sanjūrō?)
- Réalisateur : Akira Kurosawa

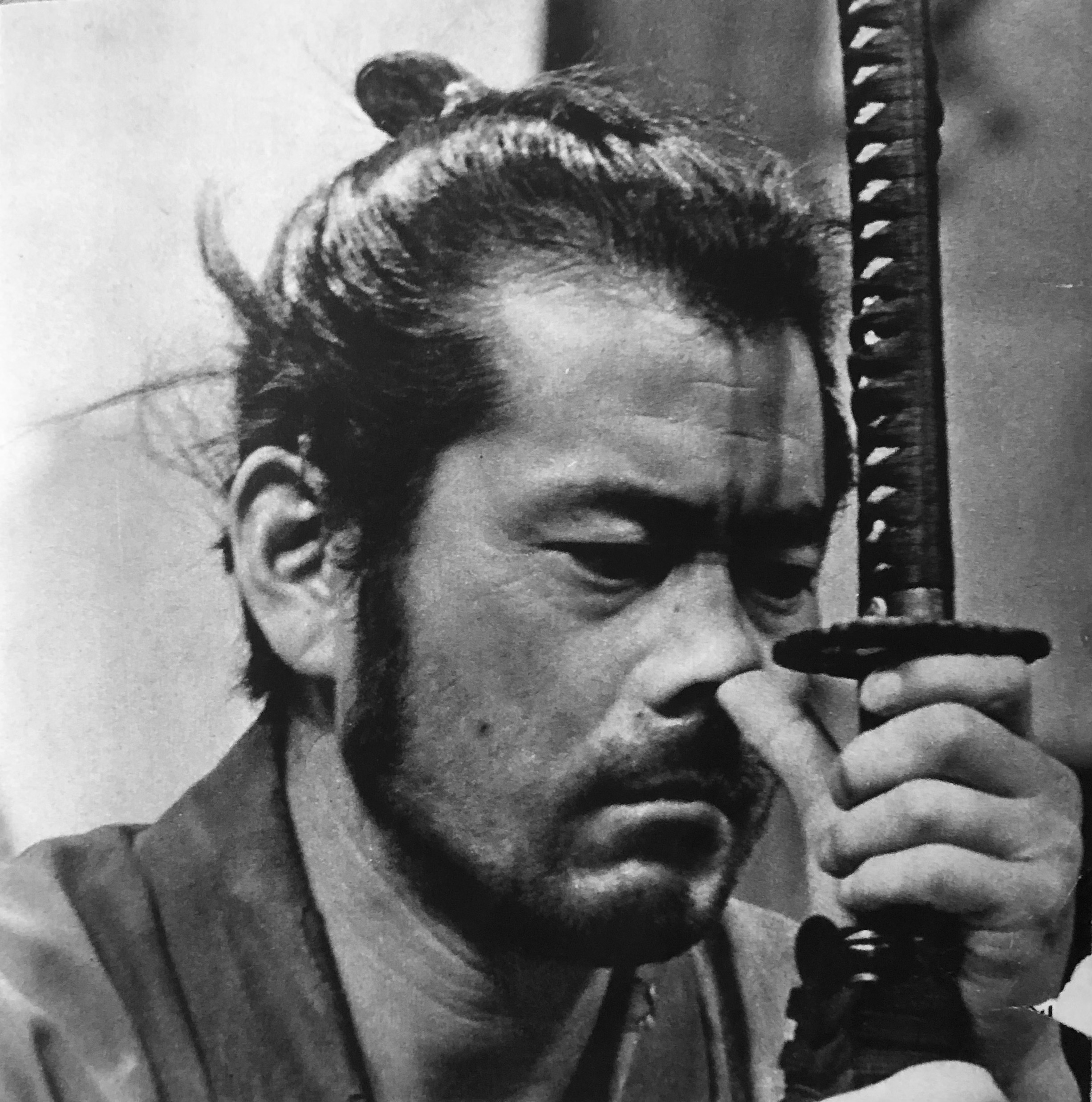
Scène du film avec Toshirō Mifune.

- Scénario : Ryūzō Kikushima, Hideo Oguni et Akira Kurosawa, d'après le roman Hibi heian (litt. Jours de Paix) de Shūgorō Yamamoto[1]
- Photographie : Fukuzo Koizumi et Takao Saitō
- Musique : Masaru Satō
- Production : Ryūzō Kikushima et Tomoyuki Tanaka
- Spciétés de production : Tōhō et Kurosawa Production
- Pays de production :  Japon
- Langue originale : japonais
- Format : noir et blanc - 35 mm -  2.35:1 - Perspecta Stereo
- Genre : chanbara
- Durée : 98 minutes[2] (métrage : sept bobines - 2 685 m[2])
- Dates de sortie : 
  - Japon : 1er janvier 1962[2]
  - États-Unis : 14 juin 1962 (première au Toho La Brea (en)[3]) - 7 mai 1963
  - France : 7 juin 1972[4]

## Distribution
- Toshirō Mifune : Sanjuro Tsubaki
- Tatsuya Nakadai : Hanbei Muroto

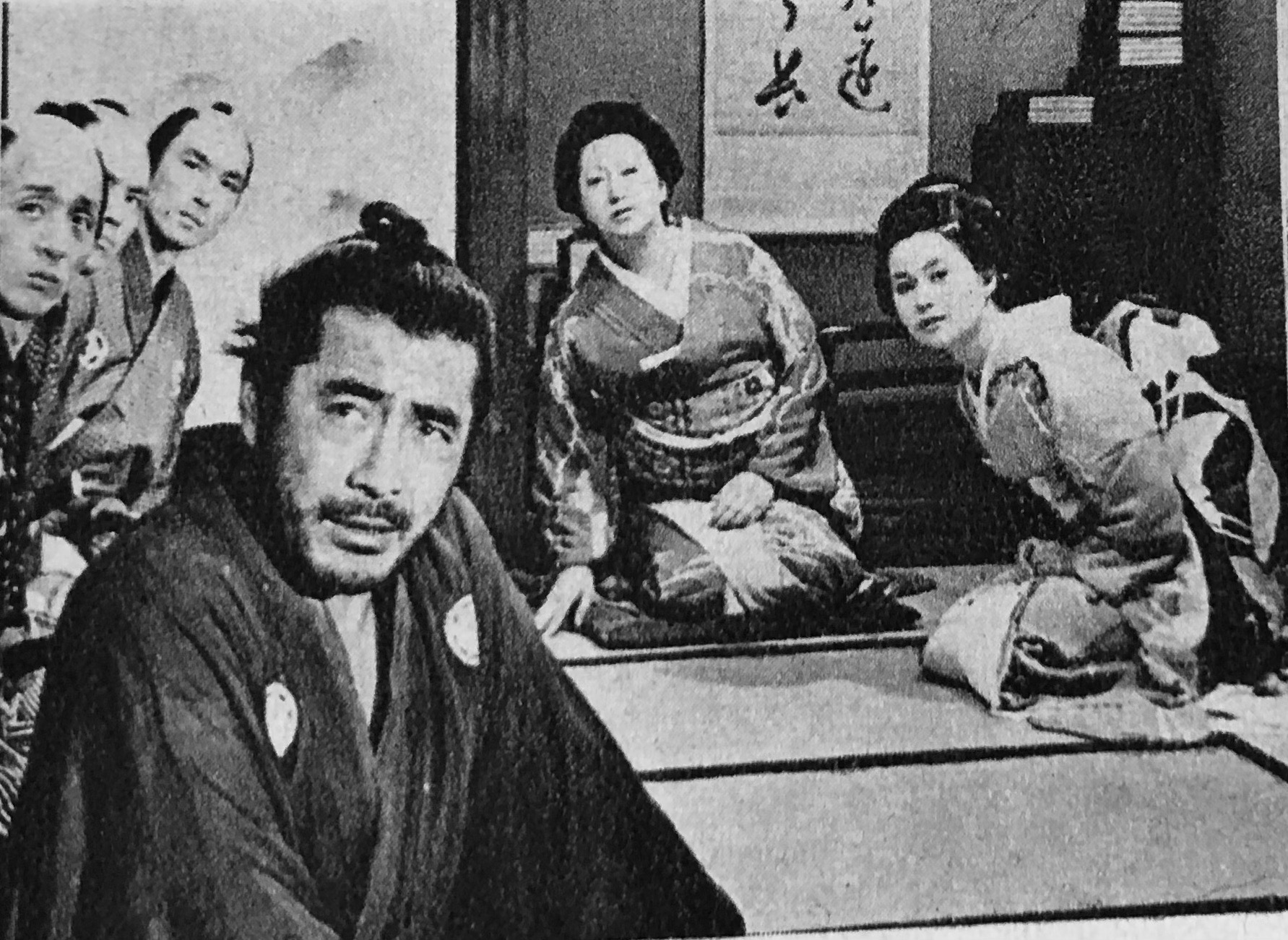
De g. à d. : Kunie Tanaka, Toshirō Mifune, Takako Irie, Reiko Dan.

- Yūzō Kayama : Iori Izaka, le chef des jeunes samouraïs
- Akira Kubo : Morishima, du groupe de neuf samouraïs
- Hiroshi Tachikawa (ja) : Kawahara, du groupe de neuf samouraïs
- Yoshio Tsuchiya : Hirose, du groupe de neuf samouraïs
- Kunie Tanaka : Yasukawa, du groupe de neuf samouraïs
- Tatsuyoshi Ehara (ja) : Sekiguchi, du groupe de neuf samouraïs
- Akihiko Hirata : Terada, du groupe de neuf samouraïs
- Kenzō Matsui : Yata, du groupe de neuf samouraïs
- Tatsuhiko Hari : Morishima, du groupe de neuf samouraïs
- Takashi Shimura : Kurofuji, le chef de la garde
- Kamatari Fujiwara : Takebayashi, l'intendant
- Yūnosuke Itō : le chambellan Mutsuta
- Takako Irie : la femme du chambellan Mutsuta
- Reiko Dan : Chidori, la fille du chambellan Mutsuta
- Masao Shimizu : Kikui
- Keiju Kobayashi : l'espion

## Thèmes
Un thème central du film est le contraste entre l'apparence et la réalité. Sanjuro, malgré son apparence négligée et ses manières brusques, se révèle être le personnage le plus sage et le plus compétent. À l'inverse, les personnages qui semblent respectables sont souvent corrompus ou incompétents. Cette dichotomie souligne l'importance de ne pas juger sur les apparences et remet en question les conventions sociales de l'époque.
Le film oppose la sagesse pragmatique de Sanjuro à l'idéalisme naïf des jeunes samouraïs. Kurosawa utilise cette dynamique pour explorer les limites de l'idéalisme face à la réalité complexe du monde politique. Sanjuro enseigne aux jeunes samouraïs que la réalité est souvent plus nuancée que leurs conceptions idéalistes du bien et du mal. Il assume le rôle de mentor, leur enseignant des leçons importantes sur la vie et la stratégie. Ce thème du mentorat est récurrent dans l'œuvre de Kurosawa et reflète l'importance des relations maître-élève dans la culture japonaise.
Bien que Sanjuro soit un film de samouraï, Kurosawa y présente la violence comme un dernier recours. Le protagoniste privilégie la ruse et la stratégie à la force brute, n'utilisant la violence que lorsque c'est absolument nécessaire. Cette approche contraste avec les représentations plus traditionnelles du samouraï dans le cinéma japonais. Malgré son cynisme apparent, Sanjuro démontre une profonde humanité tout au long du film. Son refus de tuer inutilement et sa volonté d'aider les jeunes samouraïs montrent que la compassion peut exister même dans un monde corrompu.
Le film offre une critique subtile de la hiérarchie rigide et de la bureaucratie de la société féodale japonaise. Sanjuro, en tant que marginal, est capable de voir et de résoudre des problèmes que les personnes prisonnières du système ne peuvent pas percevoir. Cette critique peut être vue comme une réflexion sur la société japonaise contemporaine de Kurosawa.

## Production
L'histoire est principalement basée sur la nouvelle de Shūgorō Yamamoto Hibi Heian (日日平安, lit. « Jours de paix »). À l'origine, Sanjuro devait être une adaptation directe de l'histoire. Après le succès du Garde du corps, le studio décide de ressusciter son populaire anti-héros, et Kurosawa réimagine le scénario en conséquence,. Mais malgré un certain élément de continuité, le film final se révèle être plus qu'une simple suite du Garde du corps, car le héros évolue en caractère par rapport à l'original aventureux.
Il est, comme avant, un rōnin (samouraï sans maître) qui préserve son anonymat par les mêmes moyens. Lorsqu'on lui demande son nom dans Le Garde du corps, il regarde dehors et se nomme Kuwabatake (« mûrier » ) ; dans Sanjuro, il choisit Tsubaki (« camélia »). Dans les deux cas, il donne Sanjūrō (trente ans) comme son prénom, bien qu'il admette dans les deux films être plus proche de quarante ans. Le fait que le rōnin prenne le nom de produits agricoles locaux plutôt que celui d'une grande maison ou d'un clan reflète un tournant populiste dans les films de samouraïs contemporains. Une différence cruciale entre Le Garde du corps et Sanjuro, cependant, est qu'il y a peu de lien avec le genre western dans la suite. L'original se déroulait dans une ville frontalière isolée où le héros traite sans pitié les voyous locaux, tandis que dans Sanjuro, l'action se concentre sur une lutte de pouvoir féodal japonais dans une ville fortifiée de clan. Là, le héros réalise que Hanbei, son principal adversaire, est un homme très semblable à lui : un marginal social (un « sabre dégainé » selon les mots de la femme du chambellan) libre de choisir son propre camp dans un conflit. La différence entre eux réside uniquement dans les motifs derrière leur choix.
Il y a également un plus grand élément de comédie sociale, avec le combattant expérimenté constamment entravé par l'incapacité des jeunes hommes qu'il choisit d'aider à comprendre la véritable situation. Bien qu'il soit leur supérieur en tactique, la dame qu'il vient de sauver le déconcerte en insistant pour qu'il se retienne, car tuer des gens est une mauvaise habitude. Bien qu'il y ait quelques meurtres, principalement à cause des actions maladroites de ses jeunes alliés, le seul moment vraiment violent survient à la toute fin dans le duel entre Sanjuro et Hanbei. De cela, il s'éloigne en furie, car ses jeunes admirateurs sont toujours incapables de lire la nature humaine et de comprendre la signification de ce qui vient de se passer.

## Sortie
Sanjuro sort le 1er janvier 1962 au Japon où il est distribué par la Tōhō. Le film sort également la même année aux États-Unis.

### Box-office
Sanjuro est le film le plus grand succès de la Tōhō de 1962, arrivant en deuxième position des productions japonaises les plus rentables de 1962. Il rapporte 450,1 millions de yens en recettes des distributeurs au box-office japonais en 1962, dépassant King Kong contre Godzilla, qui avait attiré 11,2 millions de spectateurs au Japon cette année-là.

### Accueil
Le film est bien accueilli par les critiques. Il obtient une note de 100% sur l'agrégateur de critiques Rotten Tomatoes basée sur 23 critiques, avec une moyenne pondérée de 8.38/10. Le consensus du site indique : « Techniquement impressionnant et superbement interprété, Sanjuro est une aventure de samouraï drôle et pleine d'action, avec une photographie exceptionnelle et une performance charismatique de Toshirō Mifune ». En 2009, le film est classé à la 59e place sur la liste des Meilleurs films japonais de tous les temps par le magazine de cinéma japonais Kinema Junpō.

## Dans la culture populaire
Le combat à l'épée de Mifune dans le film est utilisé dans un exemple illustré extensif de « virtuosité samouraï avec son épée » dans This Is Kendo, un manuel de kendo publié en anglais en 1989.

## Remake
Le film est refait en 2007 sous le titre Tsubaki Sanjuro par Yoshimitsu Morita avec Yūji Oda (en) dans le rôle principal.